# Pfarrkirche St. Marein im Lavanttal

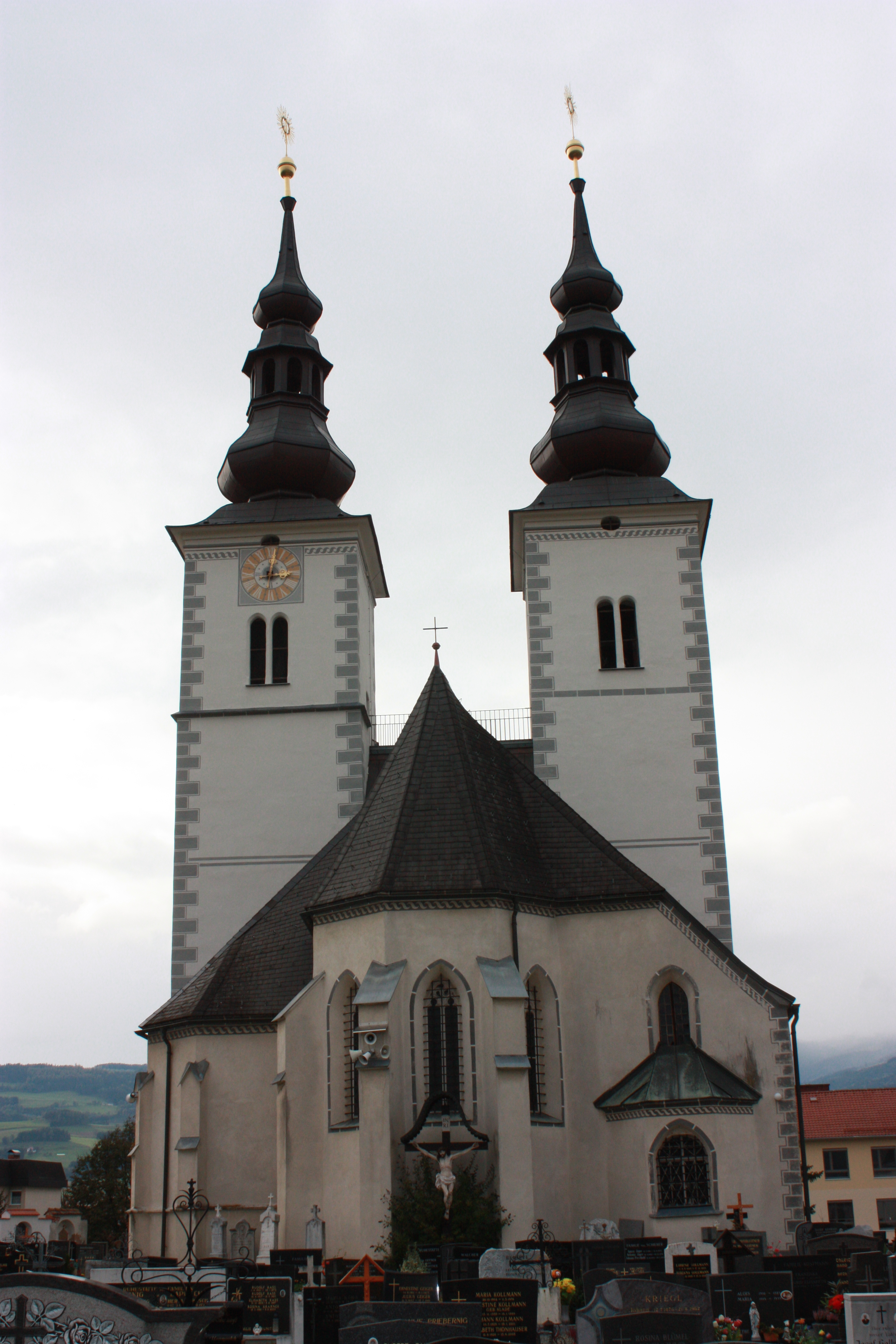
Ostansicht

Die römisch-katholische Pfarrkirche St. Marein im Lavanttal ist dem Patrozinium Mariae Himmelfahrt unterstellt. Sie steht leicht erhöht am Ortsrand von St. Marein in der Gemeinde Wolfsberg und ist von einem Friedhof umgeben.

## Geschichte
Die erste Kirche im Lavanttal wird 888 erwähnt. Dabei handelt es sich um St. Andrä oder St. Marein. Die erste sichere Erwähnung einer Kirche in St. Marein erfolgte 1178, als Pfarre wird St. Marein erstmals 1207 genannt. Nach der Zerstörung durch die Türken 1480 errichtete man die Kirche zum Großteil neu. Im Frühbarock und in der Zeit des Historismus erfuhr die Kirche Umgestaltungen.

## Bauwerk

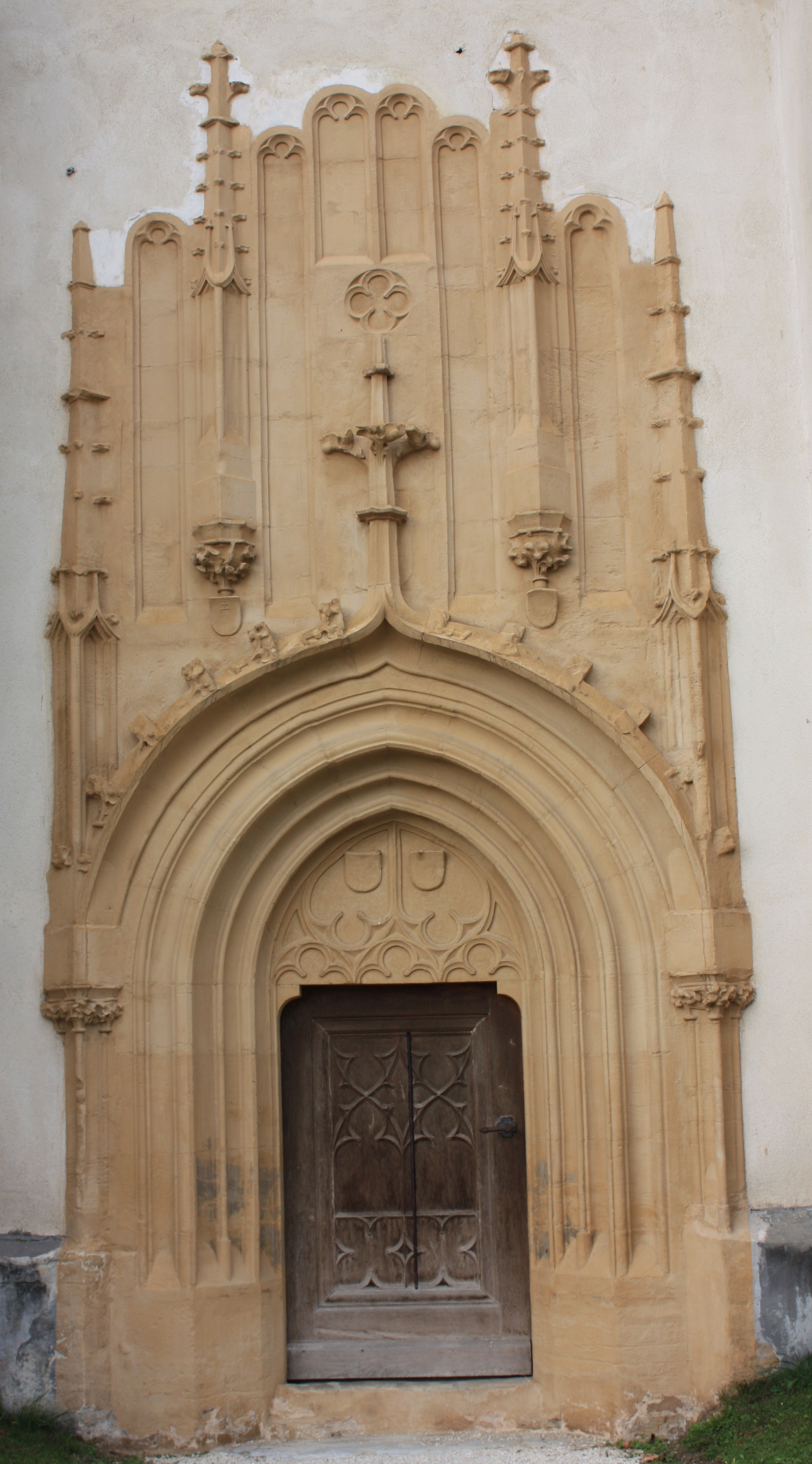
Südportal

Die Kirche ist eine spätgotische, dreischiffige Hallenkirche mit basilikalem Querschnitt unter einem Satteldach. Die zwei Türme befinden sich in den Achsen der Seitenschiffe neben dem ersten Chorjoch. Sie besitzen im Glockengeschoß Zwillingsfenster und werden von Zwiebelhelmen aus dem 19. Jahrhundert bekrönt. Die Strebepfeiler sind am südlichen Seitenchor dreistufig, an Hauptchor und Langhaus zweistufig. Das rundbogige Nordportal mit verstäbter Rahmung ist 1514 datiert. Das Südportal entstand um 1500 und besitzt ein mehrfach gekehltes Gewände und Blendmaßwerk im Tympanon. Über dem äußeren Bogen mit Blattkapitellen, Krabben und Kreuzblume ist das Portal mit Blendbogenfeldern und Fialen geschmückt. Die Westfassade wurde im 19. Jahrhundert verändert und weist schmale Spitzbogenfenster mit Maßwerksnasen und Rundfenster mit Maßwerk auf. Aus der Gotik stammt das profilierte Westportal.
Im Mittelschiff erhebt sich ein Netzsternrippengewölbe über Konsolen. Die spitzbogigen Scheidbögen ruhen auf achteckigen Pfeilern. Die ehemaligen Obergadenfenster wurden vermauert. Die Rippen des Strenrippengewölbes im linken Seitenschiff schließen an die Wand an und überkreuzen sich. Das Sternrippengewölbe im rechten Seitenschiff ruht wandseitig auf polygonalen Diensten und gegen das Mittelschiff hin auf Konsolen. Die Westempore ist mit Sterngraten bzw. mit Kreuzgraten unterwölbt. Die Emporenbrüstung ist mit reichem Blendmaßwerk verziert. Ein Treppentürmchen in der Nordwestecke führt auf die Orgelempore. Die Maßwerkfenster im Langhaus wurden im 19. Jahrhundert erneuert.
Ein spitzbogiger Triumphbogen verbindet das Mittelschiff mit dem Hauptchor. Der Chor mit Dreiachtelschluss wird durch kräftige, abgefaste Gurtbögen in zwei annähernd quadratische Joche unterteilt. Das Kreuzrippengewölbe stammt aus dem 14. Jahrhundert. Der Chor besitzt zweibahnige Maßwerkfenster. Ein Schulterbogenportal führt in die nördlich angebaute, zweijochige, kreuzrippengewölbte Sakristei.
Der nördliche Turmraum ist kreuzgratgewölbt und zu Seitenschiff und Chor durch spitzbogige Arkaden geöffnet. Der südliche Nebenchor mit zwei Jochen und Dreiachtelschluss öffnet sich mit niedrigen Arkaden zu Hauptchor und Seitenschiff. Hier ruht ein Parallelrippengewölbe mit bemalten Schlusssteinen auf Runddiensten mit Blattwerk und Männchen reliefierten Kapitellen.

## Einrichtung

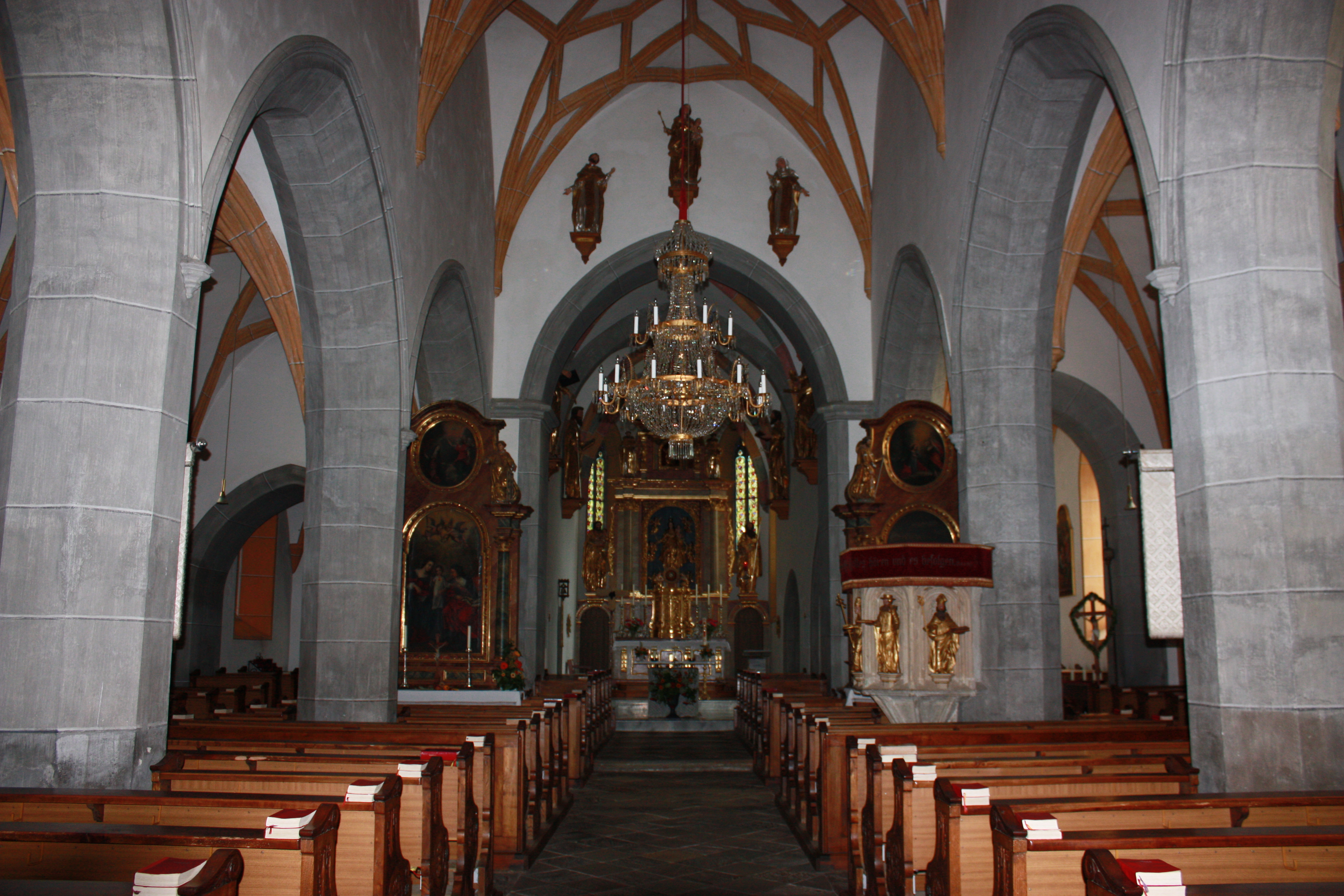
Innenansicht

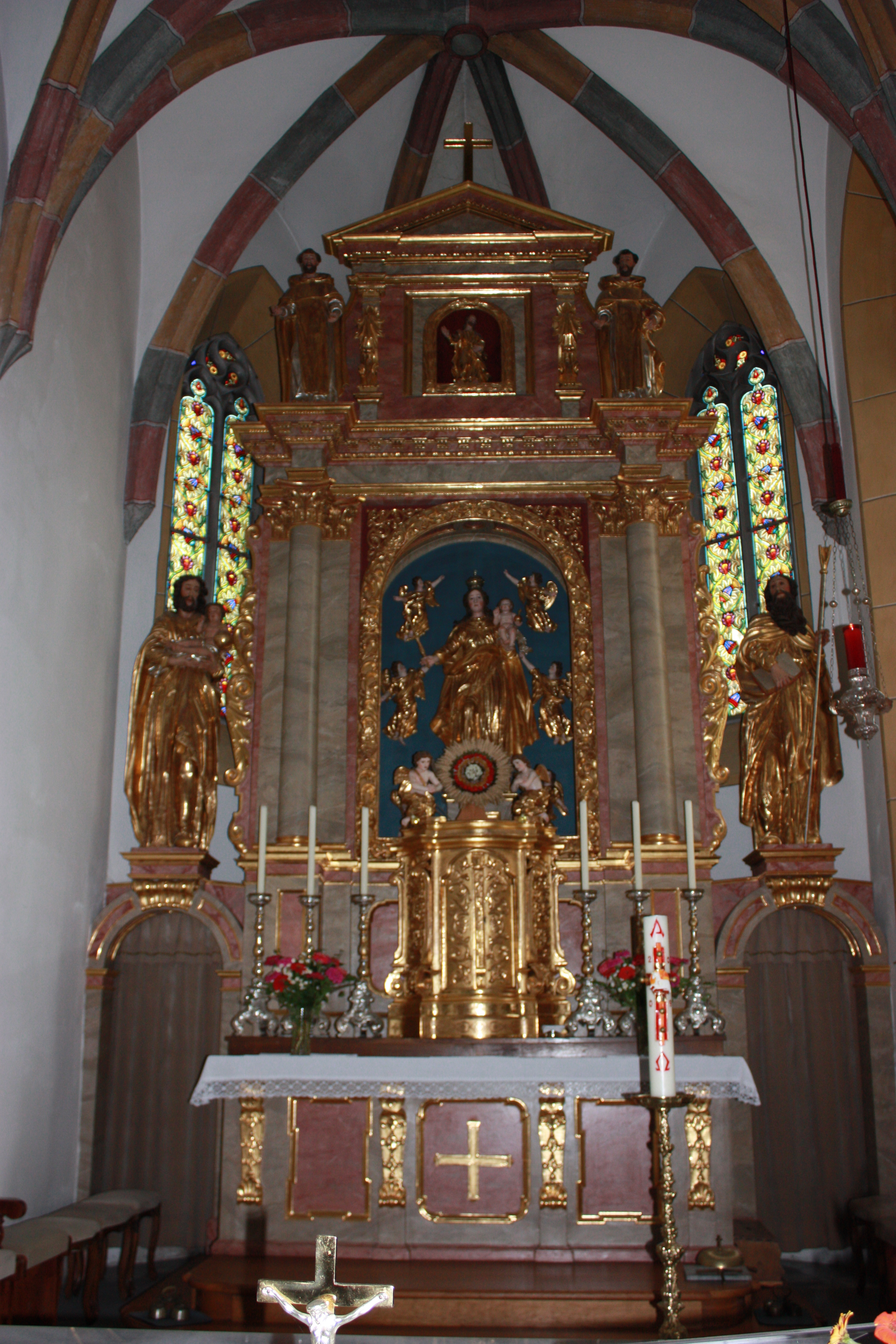
Hochaltar

Die barocken Altäre stammen aus dem späten 17. Jahrhundert. Die Mittelnische des Hochaltars birgt eine Madonna mit Kind. Über den Opfergangsportalen stehen die Heiligen Josef und Joachim. Die Bilder der beiden Pfeileraltäre wurden im 19. Jahrhundert gemalt, links Anna selbdritt, rechts der Abschied Christi von seiner Mutter. Im linken Seitenschiff ist eine Lourdesgrotte. Der Rosenkranzaltar im rechten Seitenschiff zeigt am Altarblatt vom Ende des 17. Jahrhunderts eine Rosenkranzmadonna mit den heiligen Dominikus und Katharina von Siena, umgeben von Rundmedaillons mit den Rosenkranzgeheimnissen. Die um 1520 entstandene spätgotische Steinkanzel mit gewundener Treppe und Maßwerksbrüstung steht am südöstlichen Pfeiler des Langhauses. In den Nischen am Kanzelkorb stehen die barocken Schnitzfiguren der vier Kirchenväter. Über dem Triumphbogen sind die barocken Statuen einer Madonna und zweier Heiliger angebracht. Die lebensgroßen Statuen der zwölf Apostel und der Heiligen Leonhard und Ulrich an den Wänden des Kirchenschiffs wurden in der zweiten Hälfte des 17. Jahrhunderts gefertigt.

## Grabdenkmäler
An der Außenwand der Kirche sind einige bemerkenswerte Grabsteine angebracht: an der Nordwand eine Grabplatte mit Schild, Topfhelm und Stierhörnern aus der ersten Hälfte des 14. Jahrhunderts, daneben das frühbarocke Epitaph des Blasius Sänger von 1587 mit einem Relief eines Markuslöwen. Von einer gotischen Wappengrabplatte des 15. Jahrhunderts aus Adneter Marmor sind nur mehr zwei Fragmente vorhanden. Unter dem Südportal befindet sich ein romanischer Grabstein aus Marmor mit Kreuzritzung.
An der Kirchenaußenwand sind einige römerzeitliche Spolien eingemauert: ein Kopf aus einem Rundmedaillon an der Westfassade, an der Nordseite ein Grabbaurelief mit der Darstellung einer tanzenden Mänade, daneben ein Relief mit Lebensbaummotiv und einem Kopf in einem Medaillon.